# Harpacticus arcticus
Harpacticus arcticus är en kräftdjursart som beskrevs av Poppe. Harpacticus arcticus ingår i släktet Harpacticus och familjen Harpacticidae. Inga underarter finns listade i Catalogue of Life.